# Farczády Elek
Farczády Elek (Marosvásárhely, 1890. április 9. – Marosvásárhely, 1974. február 6.) történész.

## Életútja
Középiskolai tanulmányait a marosvásárhelyi református kollégiumban végezte, majd a budapesti tudományegyetemen, a párizsi Sorbonne-on és az École nationale des chartes-on tanult. 1912-ben doktorált Budapesten, disszertációjának címe Az erdélyi vajdák igazságszolgáltatási hatásköre volt. Az első világháború kitöréséig Erdély közép- és török kori történetét kutatta, de a háború során kéziratai részben megsemmisültek. Ezt követően Gyergyószentmiklóson, majd szülővárosában középiskolai tanár, 1941-től a szakoktatás tankerületi előadója, tanügyi tanácsos, 1946-ban a kereskedelmi líceum élére kerül. Hosszú időn át a Kemény Zsigmond Társaság titkára és jegyzőkönyvvezetője (1923-40). 1951-ben a Bolyai Dokumentációs Könyvtár igazgatója lett, az ő érdeme a Bolyai-múzeum és -könyvtár új elhelyezése a Teleki Téka épületében. 1956-ban a Bolyai Farkas-centenárium ünnepi szónoka, 1957-ben a Kelemen-emlékkönyvben a Bolyai-könyvtár történetét és értékeit ismerteti. Művelődéstörténeti és irodalomtudományi tanulmánnyal már a Zord Idő hasábjain jelentkezett (1921), az 50-es évek óta az Utunk, Művelődés, Művészet, Könyvtárosok Tájékoztatója, Korunk, Magyar Nyelv (Budapest) közli írásait. 1961-ben nyugdíjba ment, de folytatta levéltári kutatómunkásságát. Ő gyűjtötte össze a marosvásárhelyi várépület restaurálási munkálataihoz szükséges adatokat is, illetve ő fedezte fel a marosvásárhelyi sorok és marosvásárhelyi glosszák néven ismert 15. századi magyar nyelvemléket.

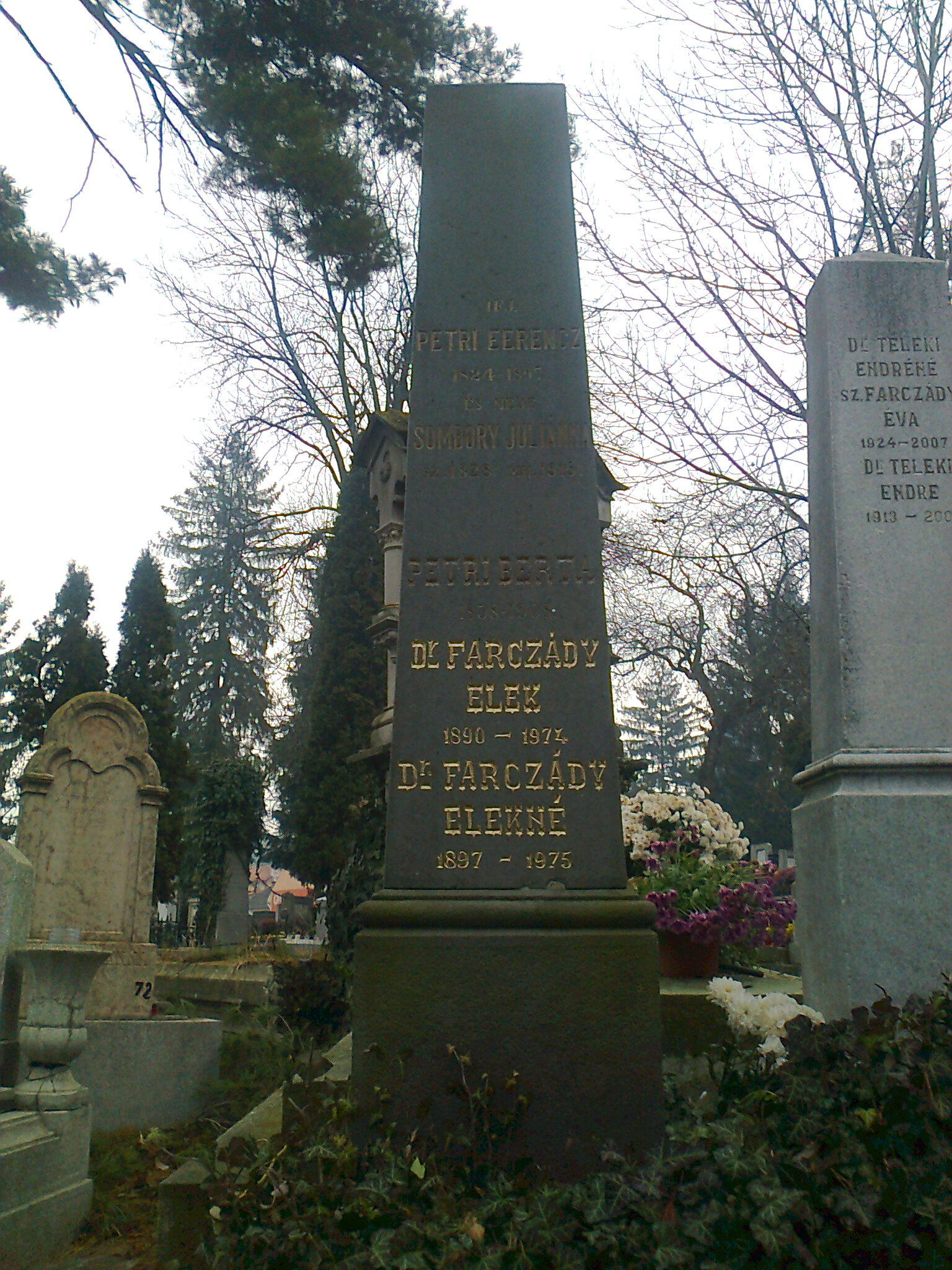
Síremléke a marosvásárhelyi református temetőben